# Купари
Купари су насељено место у саставу општине Жупа дубровачка, Дубровачко-неретванска жупанија, Република Хрватска.

## Историја
До територијалне реорганизације у Хрватској налазили су се у саставу старе општине Дубровник. Као самостално насељено место, Купари постоје од пописа 2001. године. Настало је издвајањем дела насеља Дубровник.
Овде се налази елитно војно одмаралиште из доба Југославије.

## Становништво
На попису становништва 2011. године, Купари су имали 808 становника. За национални састав 1991. године, погледати под Дубровник.
| Број становника по пописима | Број становника по пописима | Број становника по пописима | Број становника по пописима | Број становника по пописима | Број становника по пописима | Број становника по пописима | Број становника по пописима | Број становника по пописима | Број становника по пописима | Број становника по пописима | Број становника по пописима | Број становника по пописима | Број становника по пописима | Број становника по пописима | Број становника по пописима |
| --------------------------- | --------------------------- | --------------------------- | --------------------------- | --------------------------- | --------------------------- | --------------------------- | --------------------------- | --------------------------- | --------------------------- | --------------------------- | --------------------------- | --------------------------- | --------------------------- | --------------------------- | --------------------------- |
| 1857.                       | 1869.                       | 1880.                       | 1890.                       | 1900.                       | 1910.                       | 1921.                       | 1931.                       | 1948.                       | 1953.                       | 1961.                       | 1971.                       | 1981.                       | 1991.                       | 2001.                       | 2011                        |
| 161                         | 0                           | 145                         | 105                         | 170                         | 198                         | 0                           | 0                           | 242                         | 245                         | 273                         | 354                         | 0                           | 0                           | 553                         | 808                         |

Напомена: У 1869., 1921. и 1931. подаци су садржани у насељу Брашина, као и део података у 1857. У 1880. и 1890. исказано као део насеља. У 2001. настало издвајањем из насеља Дубровник (град Дубровник). У 1981. и 1991. подаци су садржани у насељу Дубровник.